# رودخانه سادو

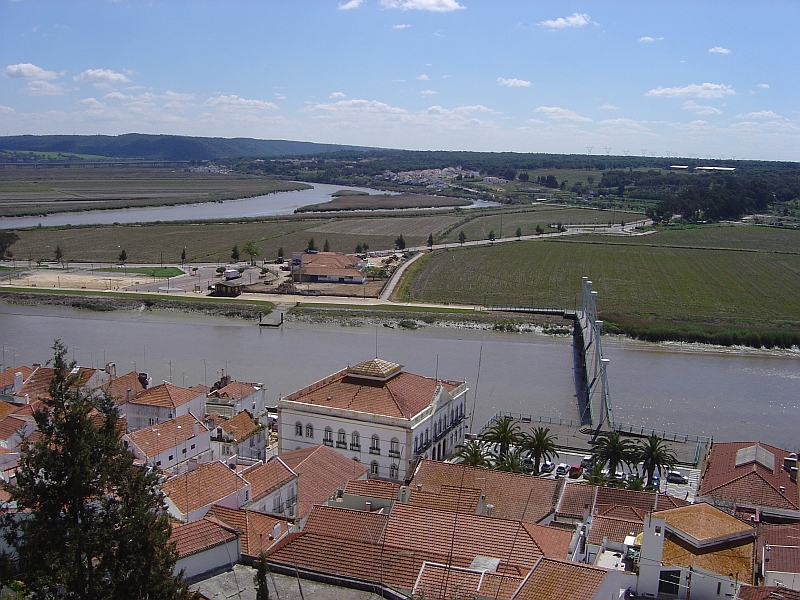
چشم‌انداز رود سادو از فراز کاخ آلکاسر دوسال.

رودخانهٔ سادو (Rio Sado) رودی است در جنوب کشور پرتغال.
رود سادو از چشمه‌های کالدئیرانیو (Caldeirão) سرچشمه می‌گیرد و پس از طی ۱۷۵ کیلومتر در نزدیکی شهر ستوبال به اقیانوس اطلس می‌ریزد.
در خور نزدیک ستوبال گونه‌های کمیابی از دلفین زندگی می‌کنند.